# Laboratorio Municipal de Zamora
El Laboratorio Municipal de Zamora (denominación popular es antiguo laboratorio municipal) es un edificio de planta rectangular que se encuentra el Parque del Castillo en la ciudad de Zamora. Hacía las funciones de Laboratorio Municipal. Es obra diseñada en el año 1909 por el arquitecto catalán Francesc Ferriol i Carreras. Fue Escuela Taller y posteriormente sufrió un estado de abandono. A comienzos del siglo XXI sólo se conservan las fachadas del edificio. El Ayuntamiento de Zamora lo adquirió, y lo dedica a Espacio Cultural. En 2001 se empleó como parte del espacio expositivo de las Edades del Hombre.

## Características
El diseño del edificio es modernista. Las dependencias del laboratorio se reparten en dos edificios de planta rectangular de 390 metros cuadrados. En el edificio de menor tamaño se alojaban las viviendas del guarda, los establos de terneras. Las salas de análisis en el edificio que posee la entrada principal, que se encontraban las salas de microscopía y de esterilización. 